# گایا ۱۱۸۴
سیارک ۱۱۸۴ (به انگلیسی: 1184 Gaea، نامگذاری:1926RE) هزار و صد و هشتاد و چهارمین سیارک کشف شده‌است که در ۵ سپتامبر ۱۹۲۶ و در هایدلبرگ کشف شد.
قدر مطلق سیارک برابر ۱۱٫۱۰ است.